# Шольское (озеро, Вологодская область)
Шольское — озеро в России, располагается на территории Бабаевского и Белозерского районов Вологодской области, исток реки Шолы.
Площадь водной поверхности озера равняется 10,2 км². Уровень уреза воды находится на высоте 144 м над уровнем моря. Площадь водосборного бассейн озера составляет 1190 км². Глубина — до 2 метров.
Берега низкие, заболоченные, покрыты хвойно-мелколиственным лесом, дно ровное. Озеро зарастает камышом, тростником, полупогружёнными и погружёнными водными растениями. Ихтиофауна представлена окунем, плотвой, щукой, лещом, язём и заходящим из Шолы судаком. Развито любительское рыболовство, в прошлом на водоёме вёлся промысловый лов.
Код объекта в государственном водном реестре — 08010200311110000004585.